# Абу Хузайфа ибн Утба
Абу Хузайфа ибн Утба (араб. أبو حذيفة بن عتبة‎, его настоящее имя было Кайс ибн Утба ибн Рабиа ибн Абд Шамс ибн Абд Манаф ибн Кусай ибн Килаб аль-Кураши аль-Абшами араб. أبو حذيفة بن عتبة بن ربيعة القرشي‎; 581, Мекка — 633, Ямама) — один из первых сподвижников исламского пророка Мухаммеда, вождем племени Бану Абшам. Он участвовал в нескольких сражениях, таких как битва при Бадре, битва при Ямаме и в других.

## Биография
Абу Хузайфа бин Утба принял ислам до того, как войти в Дом Аль-Аркама. По информации, что он был высоким, красивым, с ровными зубами, и говорили, что его называли «косоглазым».
Он был дядей по материнской линии шахида Мусаба ибн Умайра и халифа Муавии.
В некоторых повествованиях говорится, что его имя было «Мухашам», однако исламский историк Аль-Сухайли опровергает эти повествования, заявляя, что «Ибн Хишам сказал: Его имя Мухашам, но это ошибка, по мнению генеалогов, поскольку Мухашам на самом деле Абу Хузайфа ибн аль-Мугира, брат Хашима и Хишама, сыновей аль-Мугиры ибн Абдуллы ибн Умара ибн Махзума. Что касается Абу Хузайфы ибн Утбы, его имя Кайс, как они [ученые] упоминали».
Он дважды эмигрировал в Абиссинию, где у него родился сын Мухаммад ибн Абу Хузайфа, а его матерью была Сахля бинт Сухайл, которая позже вышла замуж за Абдуррахмана ибн Ауфа.
Его брат, Абу Хишам бин Утба принял ислам в день завоевания Мекки, было записано, что у него была хорошая вера, он сражался за ислам и поселился в Сирии, где он стал набожным и благочестивым. Он умер во время правления третьего праведного халифа Усмана ибн Аффана. 
Его брат передал хадисы со слов Пророка Мухаммеда, его рассказы можно найти в «Сунане ат-Тирмизи», «Сунане ан-Насаи» и «Сунане Ибн Мадже».
У Абу Хузайфы был слуга по имени Салим ибн Макиль, которого освободила Субайта бинт Яар, жена Абу Хузайфы, и который был усыновлен Абу Хузайфой по исламскому обычаю.
Абу Хузайфа участвовал в битве при Бадре, где Абу аль-Зинад сказал, что он вызвал своего отца на поединок, в других повествованиях говорится, что Абу Хузайфа встал, чтобы встретиться с ним, но Пророк сказал ему: «Сядь». Затем, когда мужчины встали для поединка, Абу Хузайфа помог ударить своего отца.
После смерти Абу Хузайфы Усман заботился о его сыне Мухаммаде ибн Абу Хузайфе. Позже Мухаммад отправился в Египет во время правления халифа Усмана и стал одним из самых яростных агитаторов против него и получил прозвище «Мятежник», однако Муавия обманул его и заключил в тюрьму за мятеж против халифа. Позже Мухаммад был убит, однако некоторые рассказчики, такие как Ибн Кутайба, говорили, что его убил Рушдин, освобожденный раб Муавии, в то время как Хишам ибн аль-Калби говорил, что Мухаммада убил Малик ибн Хубайра ас-Сакуни. 

## Смерть
Абу Хузайфа погиб мученической смертью в битве при Ямаме вместе со своим освобожденным рабом Салимом.
Есть версия, что Абу Хузайфа и Салим были найдены после битвы, один лежал головой у ног другого, оба лежали убитыми.
Существует мнение, что он прожил 53 года.